# Sinuolinea dimorpha
Sinuolinea dimorpha is een microscopische parasiet uit de familie Sinuolineidae. Sinuolinea dimorpha werd in 1916 beschreven door Davis. 